# Dodge Colt
Dodge Colt war die Bezeichnung mehrerer vom japanischen Automobilhersteller Mitsubishi gefertigter und in Nordamerika unter dem Markennamen Dodge vertriebener Automobile.

## Dodge Colt mit Hinterradantrieb (Modelljahre 1971–1980)
Da der Chrysler-Konzern in den USA zu Beginn der 1970er-Jahre keine eigenen Fahrzeuge in der an Bedeutung zunehmenden Klasse der Subcompacts (der europäischen Kleinwagen- und unteren Mittelklasse entsprechend) anzubieten hatte, unternahm man stattdessen den Import von im Ausland gefertigten entsprechenden Modelle. Während Plymouth anfangs den Hillman Avenger als Plymouth Cricket und den Simca 1100 verkaufte (beide Marken gehörten damals zum Konzern), vertrieb Dodge ausgewählte Mitsubishi-Modelle in Nordamerika unter dem Sammelnamen Dodge Colt; Chrysler hatte 1970/71 Anteile an dem japanischen Unternehmen erworben.
Zum Modelljahr 1971 begann Dodge mit dem Verkauf des Colt, der dem japanischen Mitsubishi Colt Galant entsprach, als viertüriger Limousine, zweitürigem Coupé und Hardtop-Coupé und fünftürigem Kombi, angetrieben von einem 1,6-Liter-Vierzylindermotor von anfangs 101, später 83 PS Leistung.

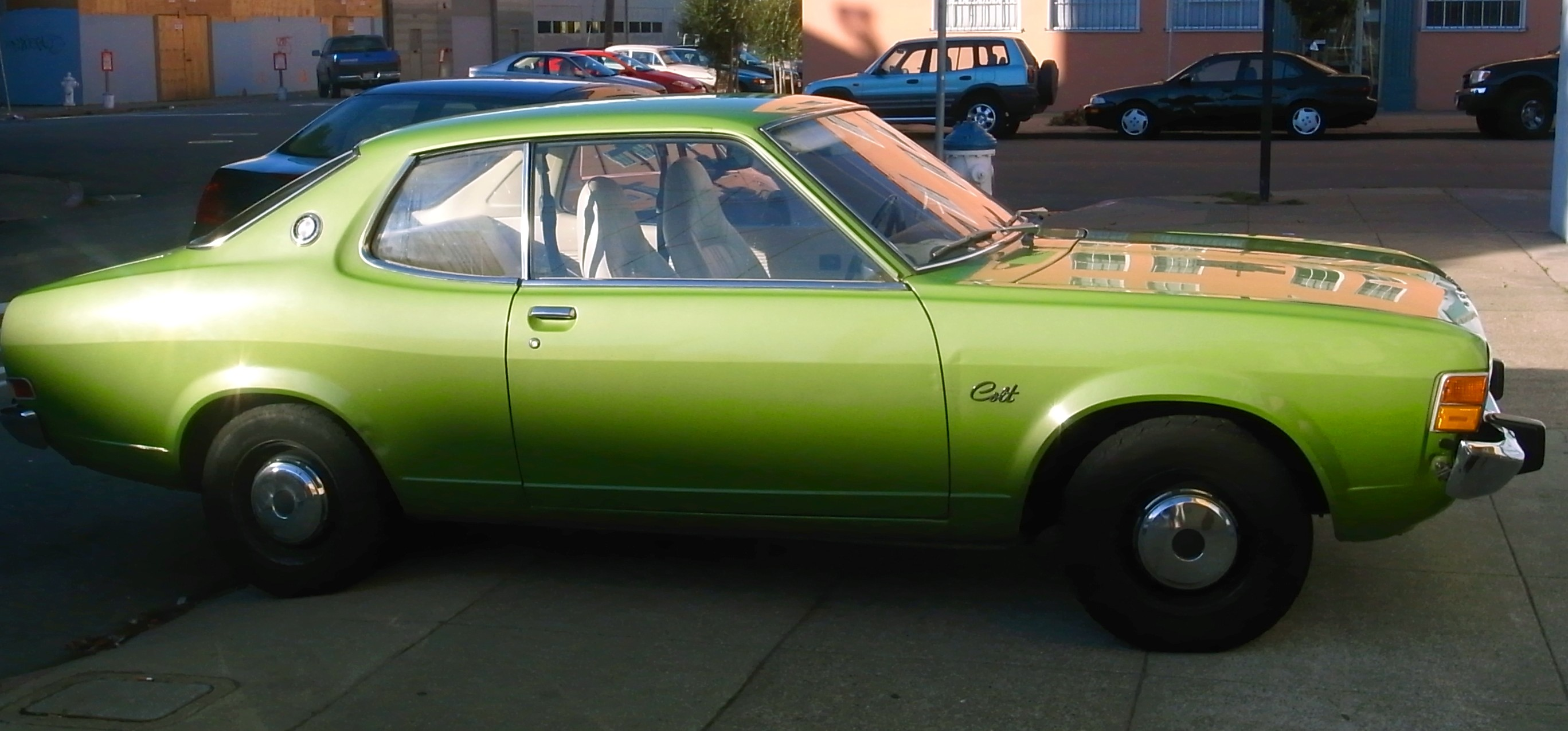
Dodge Colt coupé 1974–1977

1974 erfolgte ein Modellwechsel, der etwas größere Karosserien und im Colt GT einen 97 PS starken Zweiliter-Vierzylinder brachte. 1977 kam zusätzlich der etwas kleinere Colt Mileage Maker als zwei- und viertürige Limousine mit dem 1,6-Liter in das Angebot, der auf dem neuen Mitsubishi Lancer basierte. Vom größeren Colt wurden zugleich nur noch die Coupés und der Kombi im Angebot belassen. 1978 wurde der bisherige Colt Kombi durch eine größere Variante ersetzt, die auf dem auch in Europa erhältlichen Mitsubishi Galant Sigma aufbaute; die größeren Coupés wurden gleichzeitig gestrichen. Nach dem Modelljahr 1979 wurde der Verkauf der auf dem Lancer basierenden Colt-Modelle eingestellt, so dass nur mehr der Kombi verfügbar war, dessen Import aber 1980 ebenfalls beendet wurde.
Von allen diesen Colt-Modellen gab es keine Plymouth-Gegenstücke. Von sämtlichen Colt mit Hinterradantrieb wurden von 1971 bis 1980 rund 400.000 Exemplare abgesetzt.

## Dodge Colt mit Frontantrieb (Modelljahre 1979–1994)
Ab Modelljahr 1979 wurde der Mitsubishi Colt mit Frontantrieb in den USA als Dodge Colt und als Plymouth Champ vertrieben, anfangs nur als Drei-, ab Modelljahr 1982 auch als Fünftürer. Dessen erste Generation wurde von Vierzylindermotoren von 1,4 oder 1,6 Liter Hubraum angetrieben (65 bis 81 PS), zu denen 1984 eine 103 PS starke Turbovariante hinzukam. Von dieser Modellgeneration verkauften Dodge und Plymouth gemeinsam etwa 425.000 Stück, wobei Plymouth ab Modelljahr 1983 die Bezeichnung Champ zugunsten von Colt aufgab.
Ab Modelljahr 1985 erfolgte der Import des Mitsubishi-Colt-Nachfolgemodells mit 1,5-Liter-Saugmotor (69 PS) oder 1,6-Liter-Turbo (104 PS) als drei- und fünftürige Schräghecklimousine als Dodge/Plymouth Colt, ebenso die Version mit Stufenheck, die anderswo unter der Bezeichnung Mitsubishi Lancer bekannt war. Der Lancer Station Wagon war unter der Bezeichnung Dodge/Plymouth Colt DL erhältlich. Von dieser Generation konnten etwa 175.000 Exemplare abgesetzt werden.

Von 1989 bis 1994 verkaufte Dodge den Mitsubishi Colt der dritten Frontantriebs-Generation, der parallel dazu auch als Eagle Summit (nur Limousine), Plymouth Colt und Mitsubishi Mirage in Nordamerika erhältlich war. Anfangs stand dieser Colt nur als Schrägheckmodell im Programm, 1993/94 erfolgte die Wiedereinführung der Stufenhecklimousine und eines Coupes.

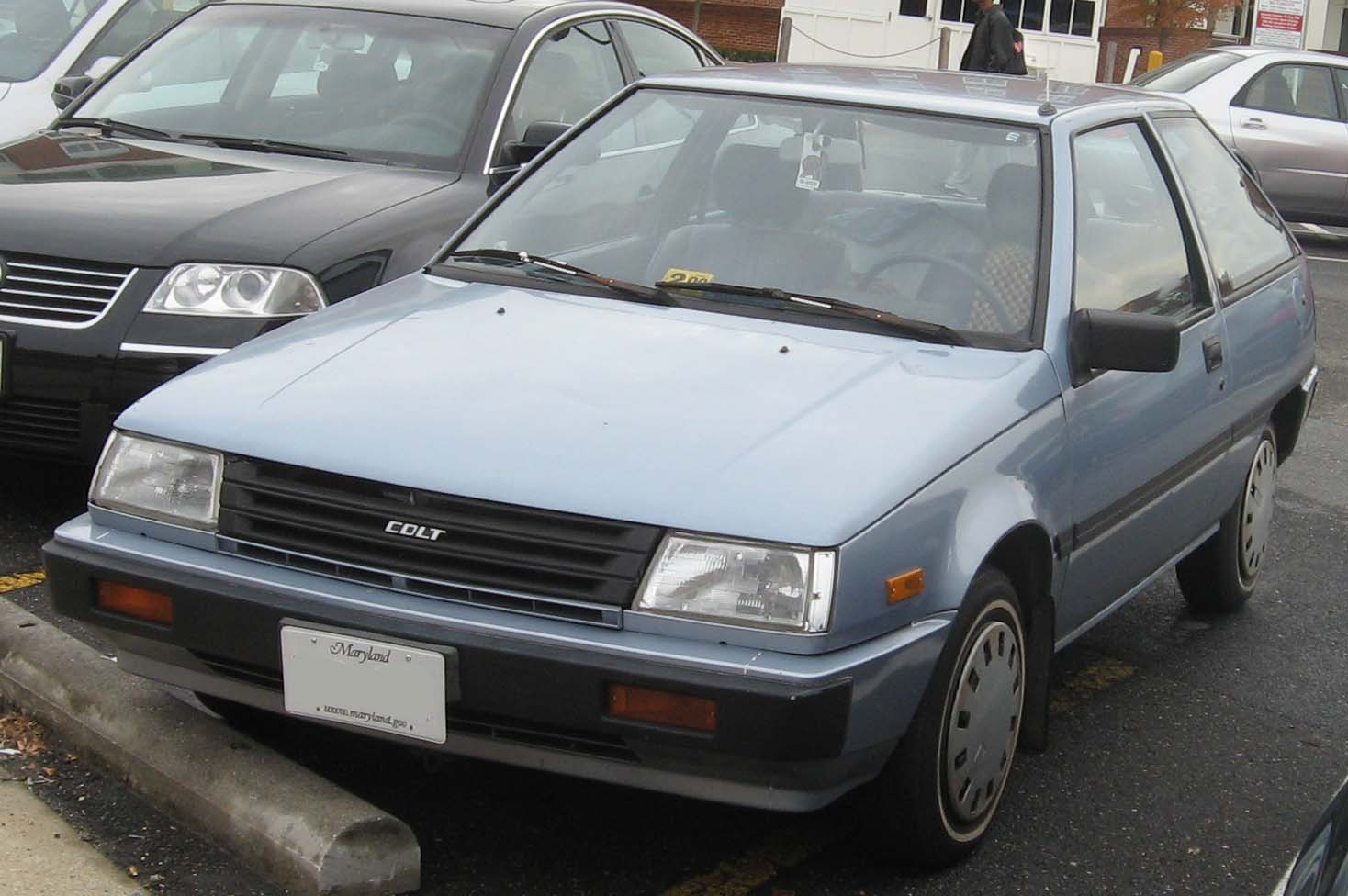
Dodge Colt (1985–1988)
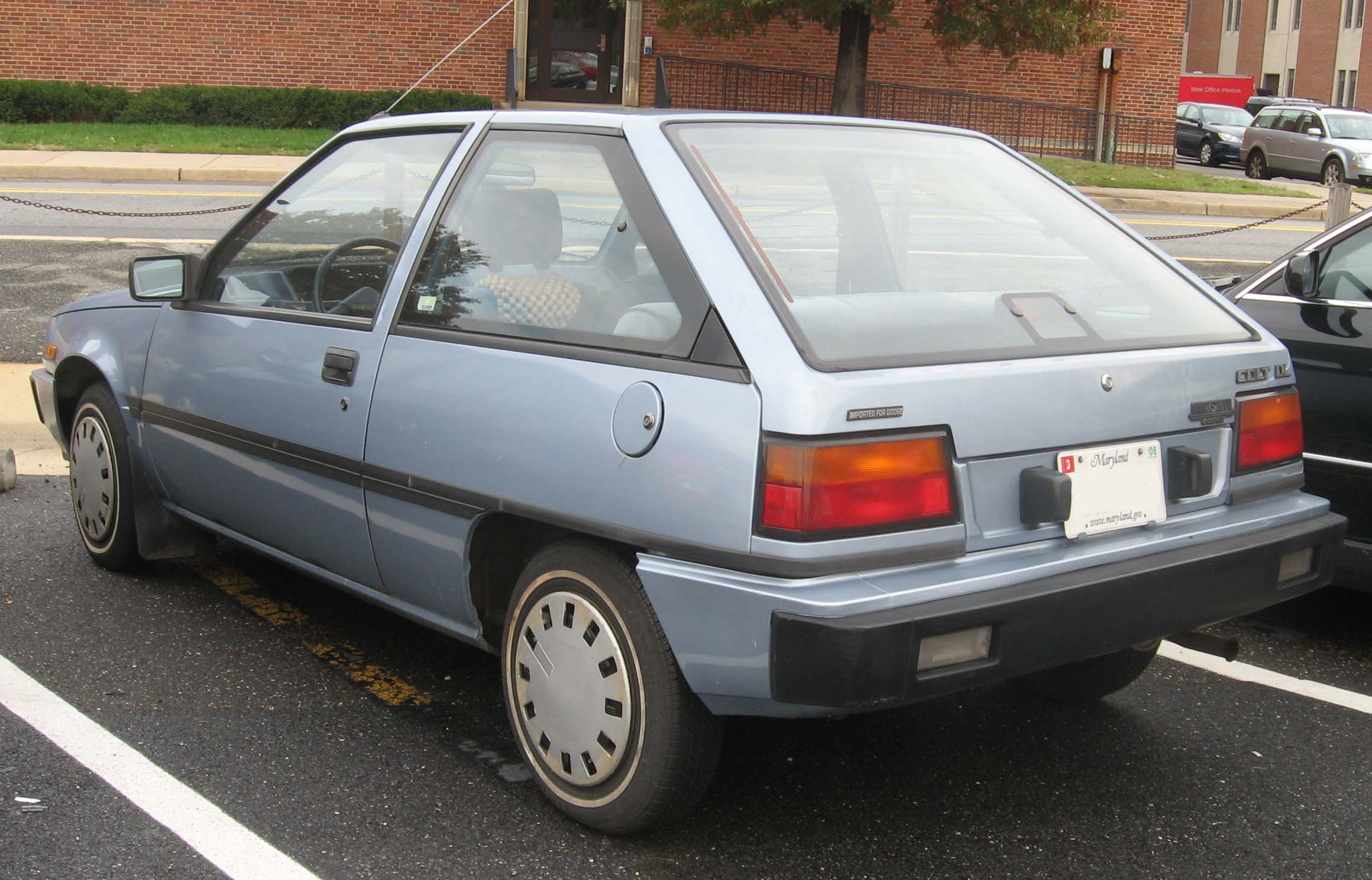
Heckansicht
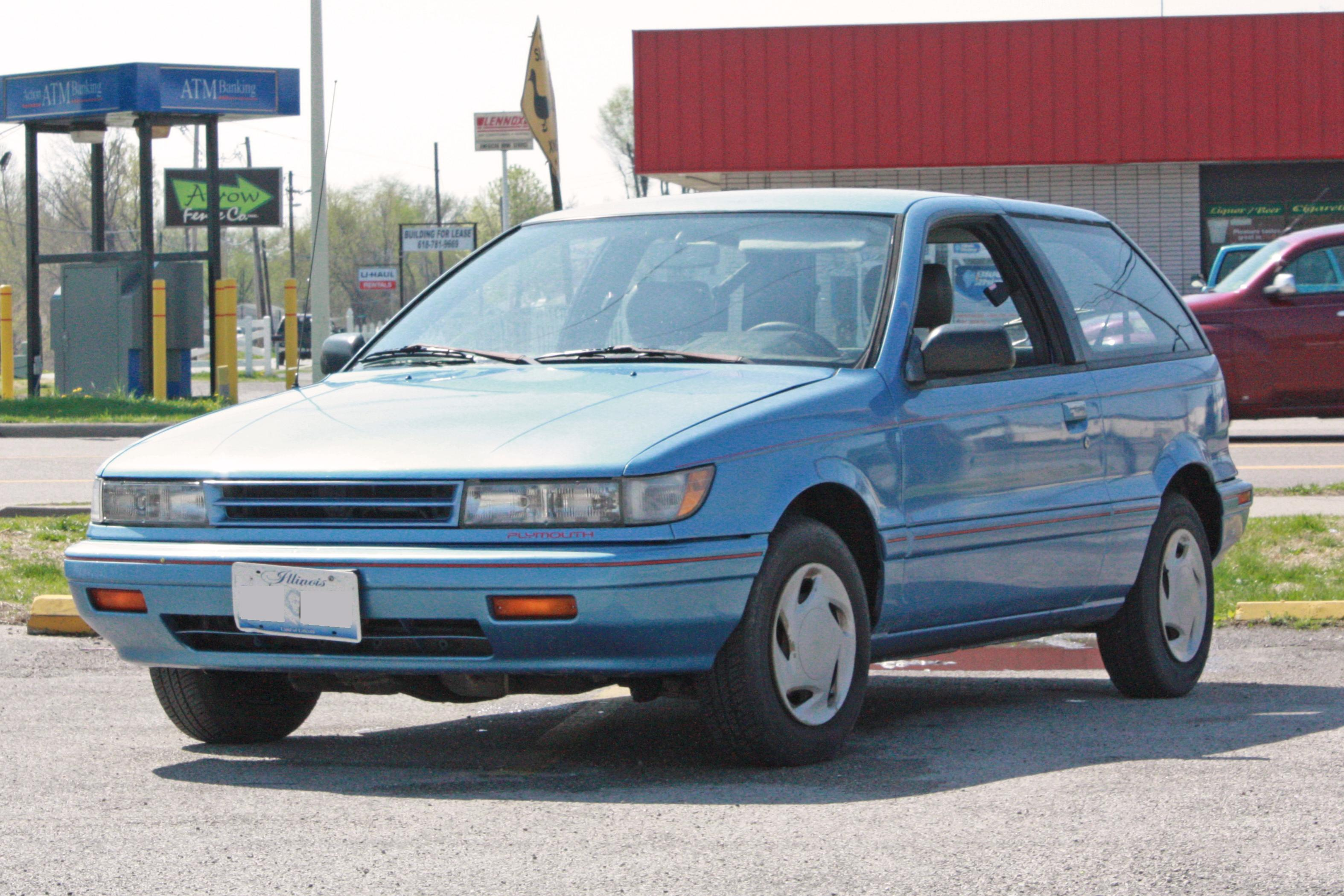
Plymouth Colt (1989–1992)
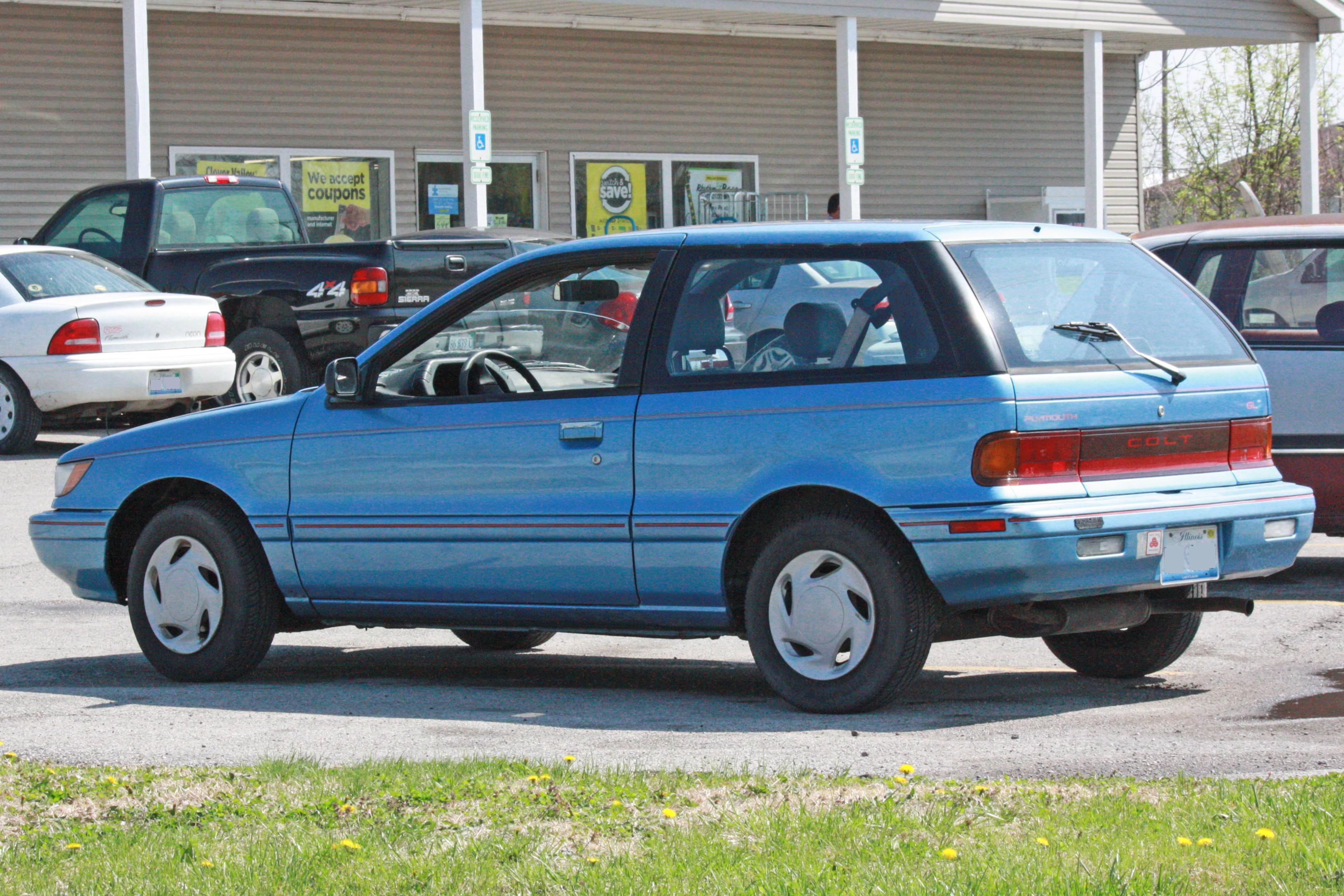
Heckansicht
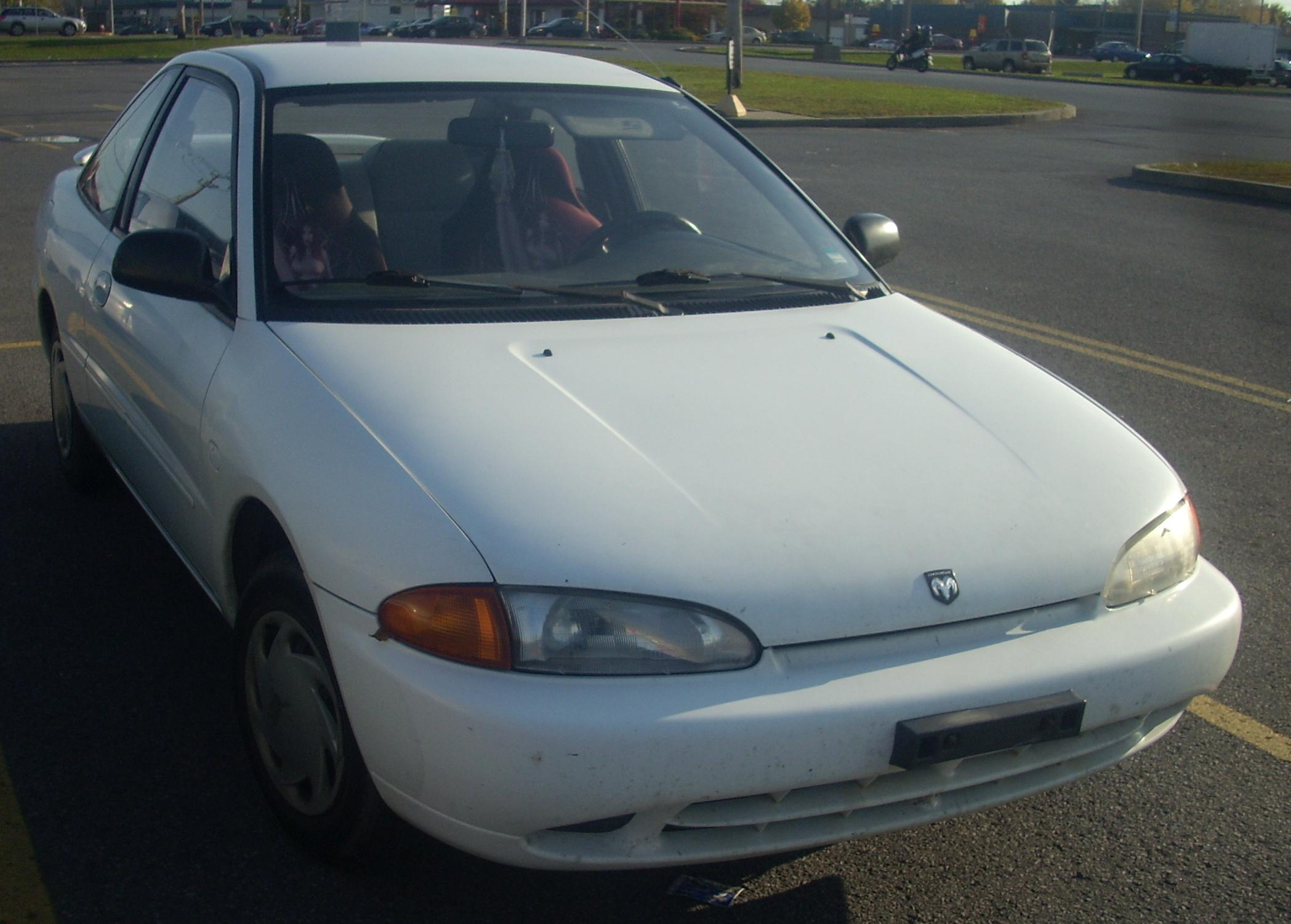
Dode Colt Coupe (1993–1994)

## Colt Vista (Modelljahre 1984–1991)
Unter dieser Bezeichnung wurde in Nordamerika ab 1984 der Mitsubishi Space Wagon angeboten. Bis einschließlich 1989 wurden 116.300 Stück verkauft. Über das Chrysler-Plymouth-Händlernetz wurde das Modell auch als Plymouth Colt Vista verkauft. In Kanada gab es das Modell als Eagle Vista Wagon. 

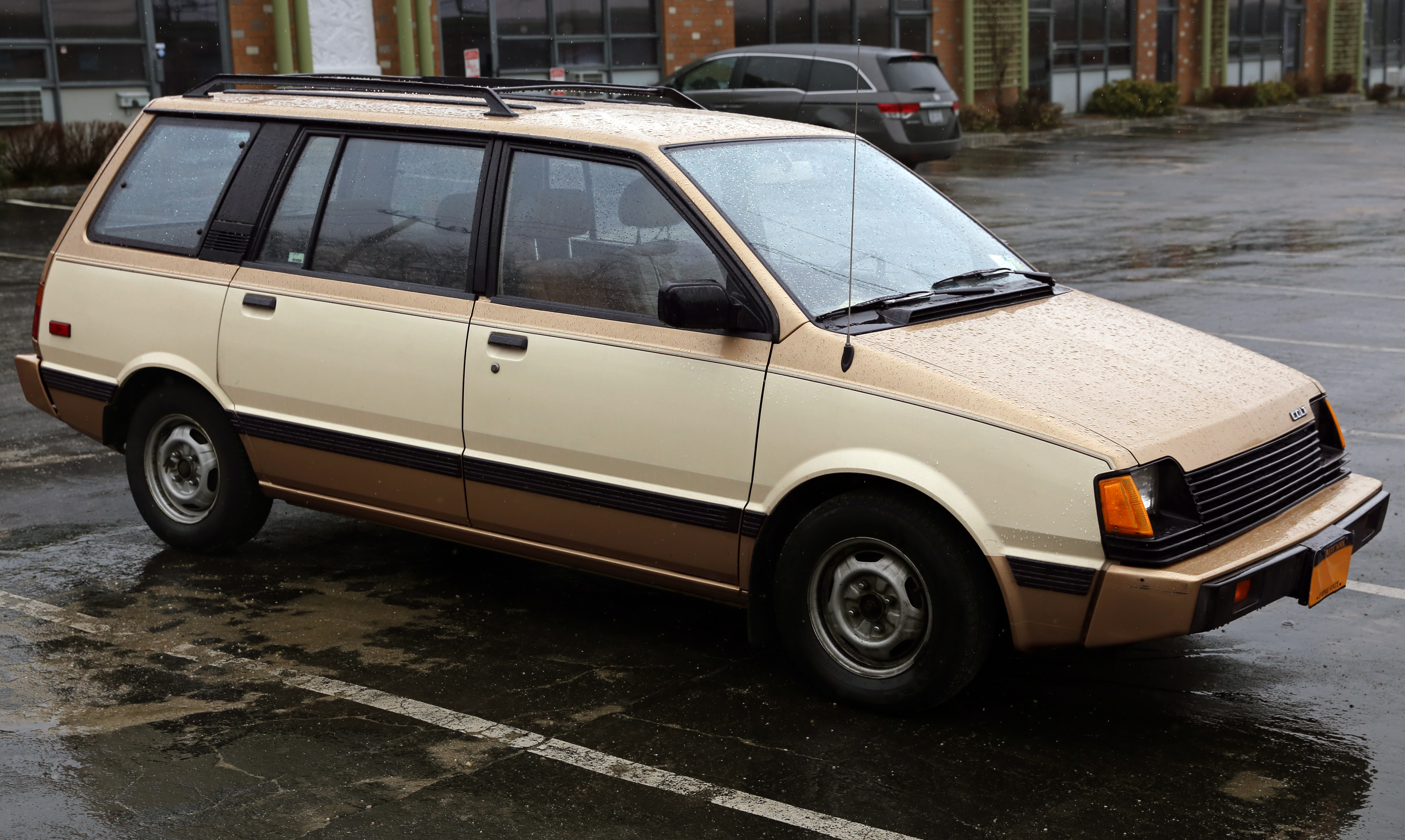
Dodge Colt Vista (1984–1991)
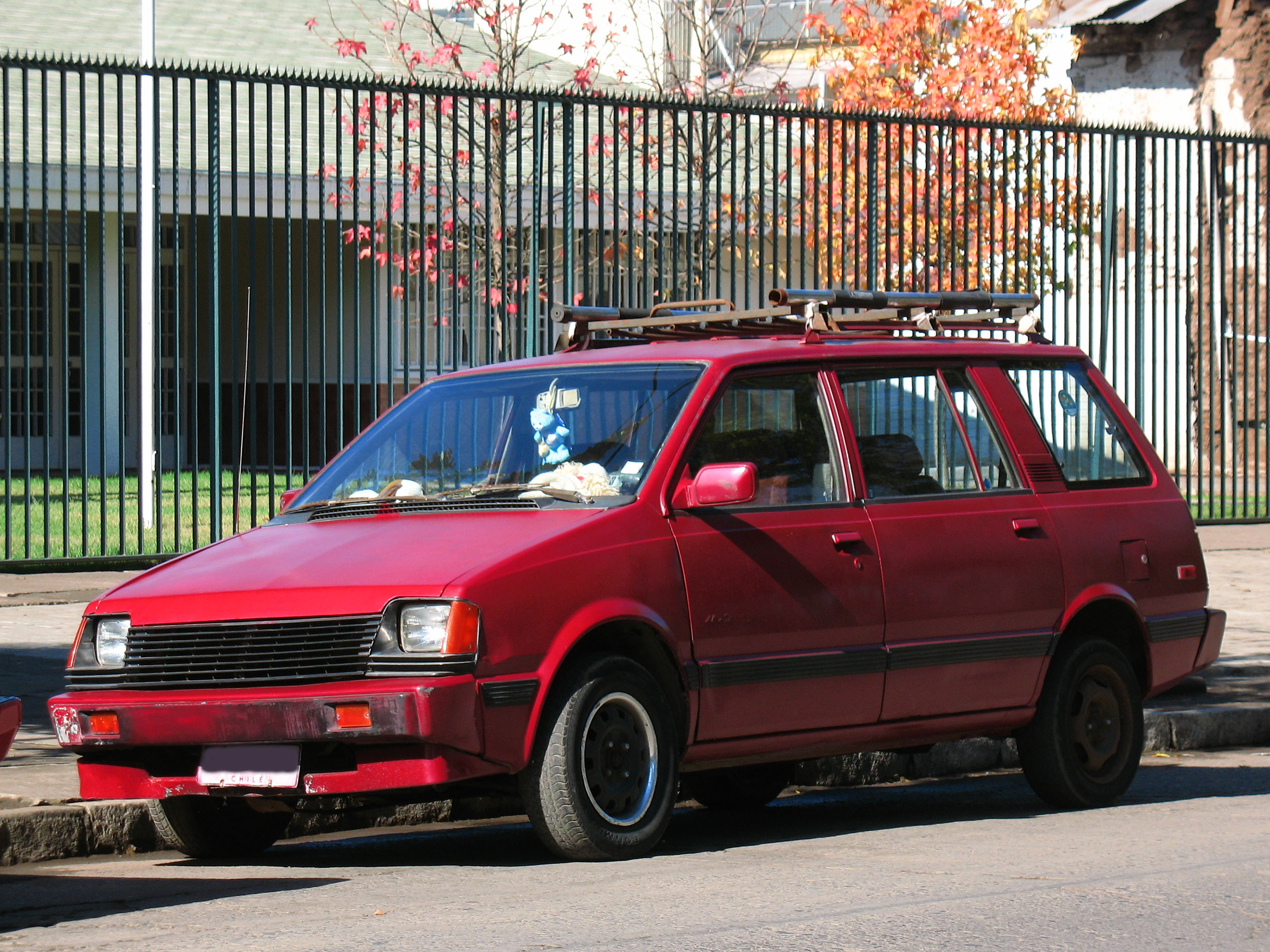
Plymouth Colt Vista (1984–1991)
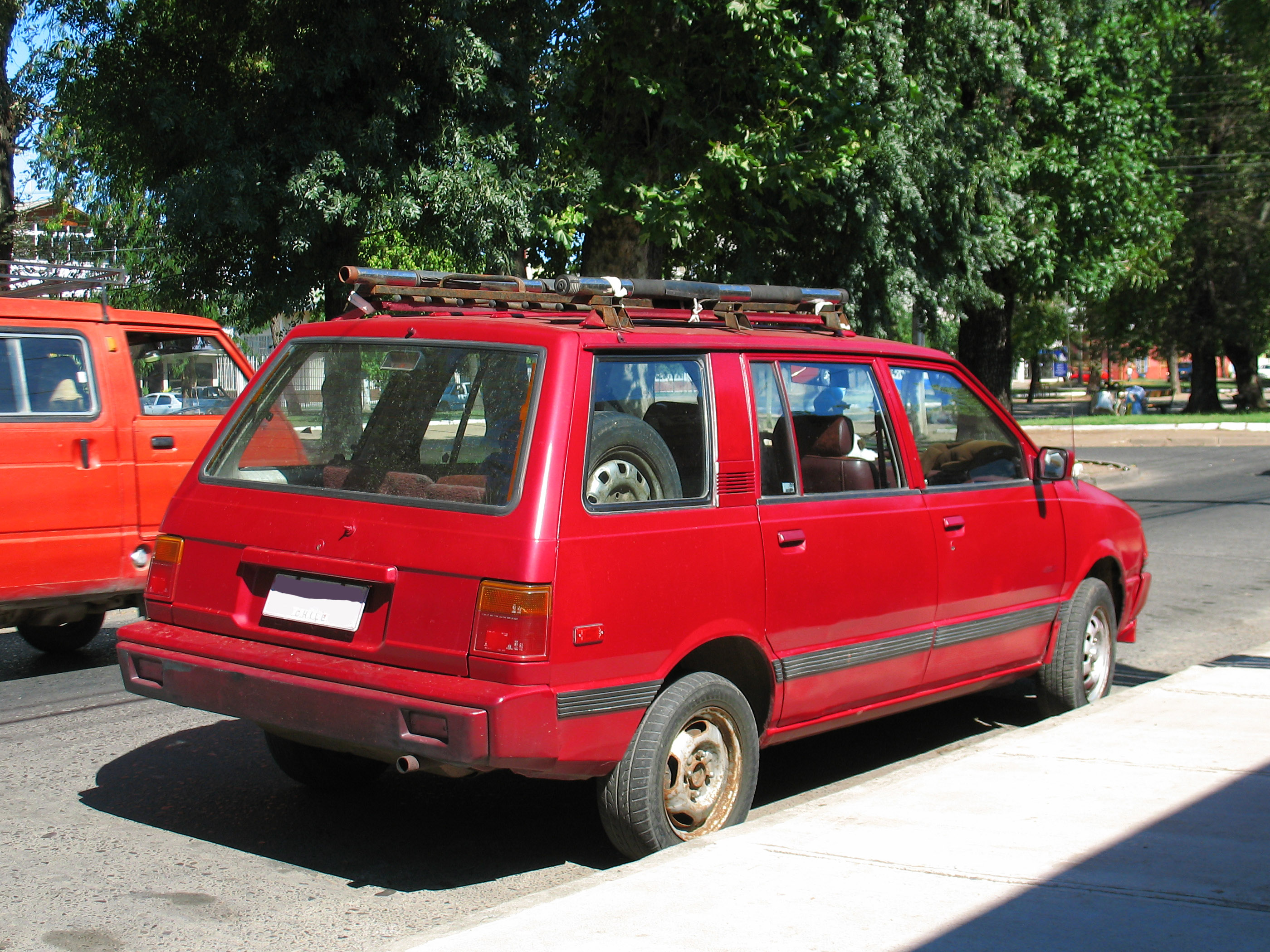
Heckansicht
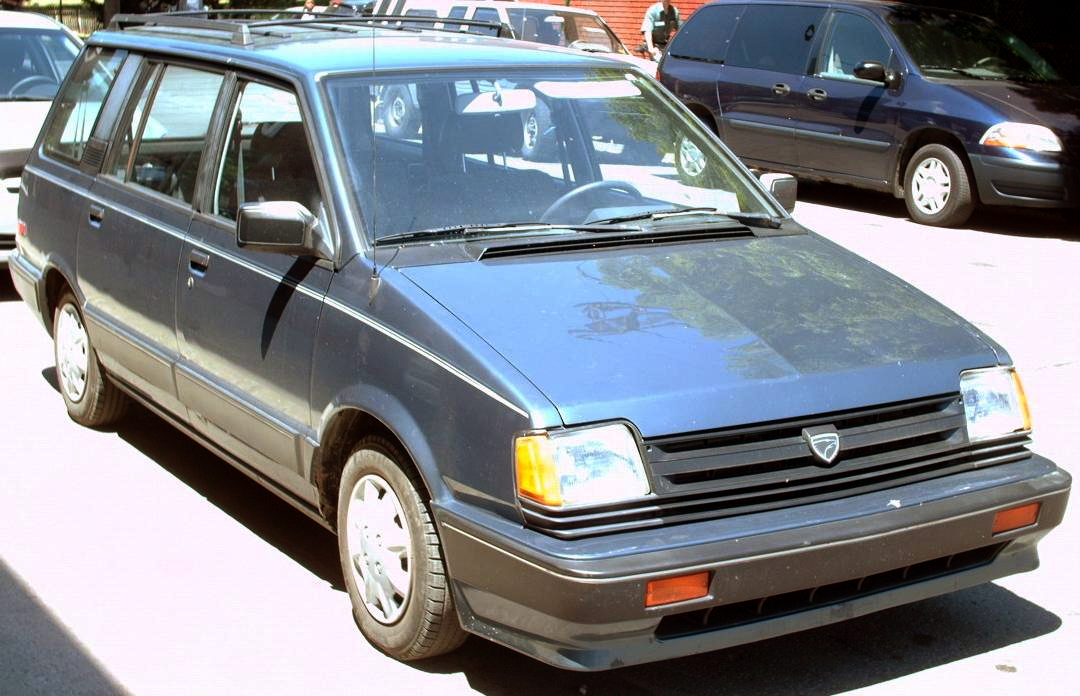
Eagle Vista Wagon (1989–1991)

## Colt Wagon (1992–1996)
Von 1992 bis 1996 wurde der Mitsubishi Space Runner (bzw. in Amerika Expo LRV) auch als Plymouth Colt Wagon und Eagle Summit verkauft. 

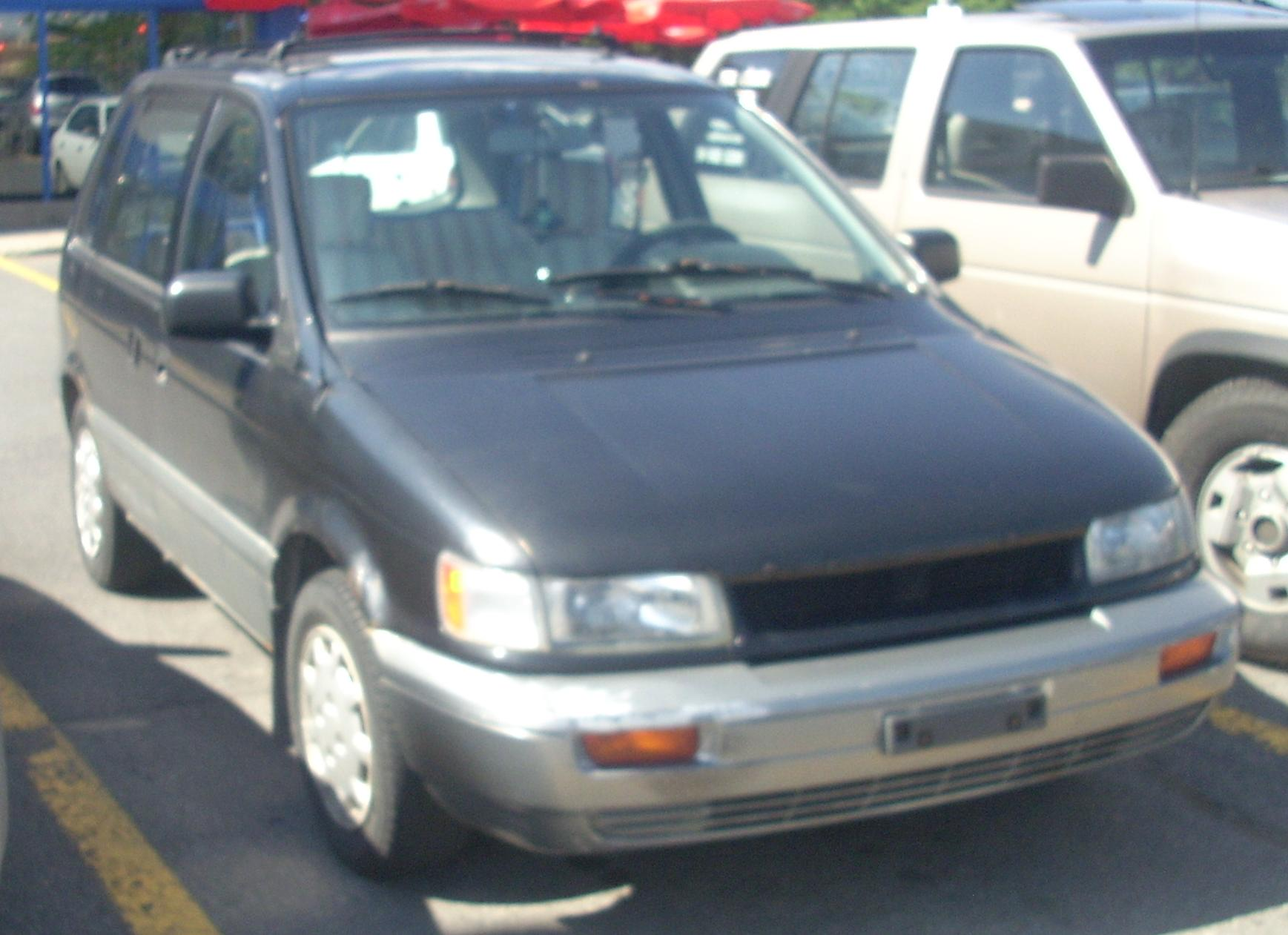
Plymouth Colt Wagon
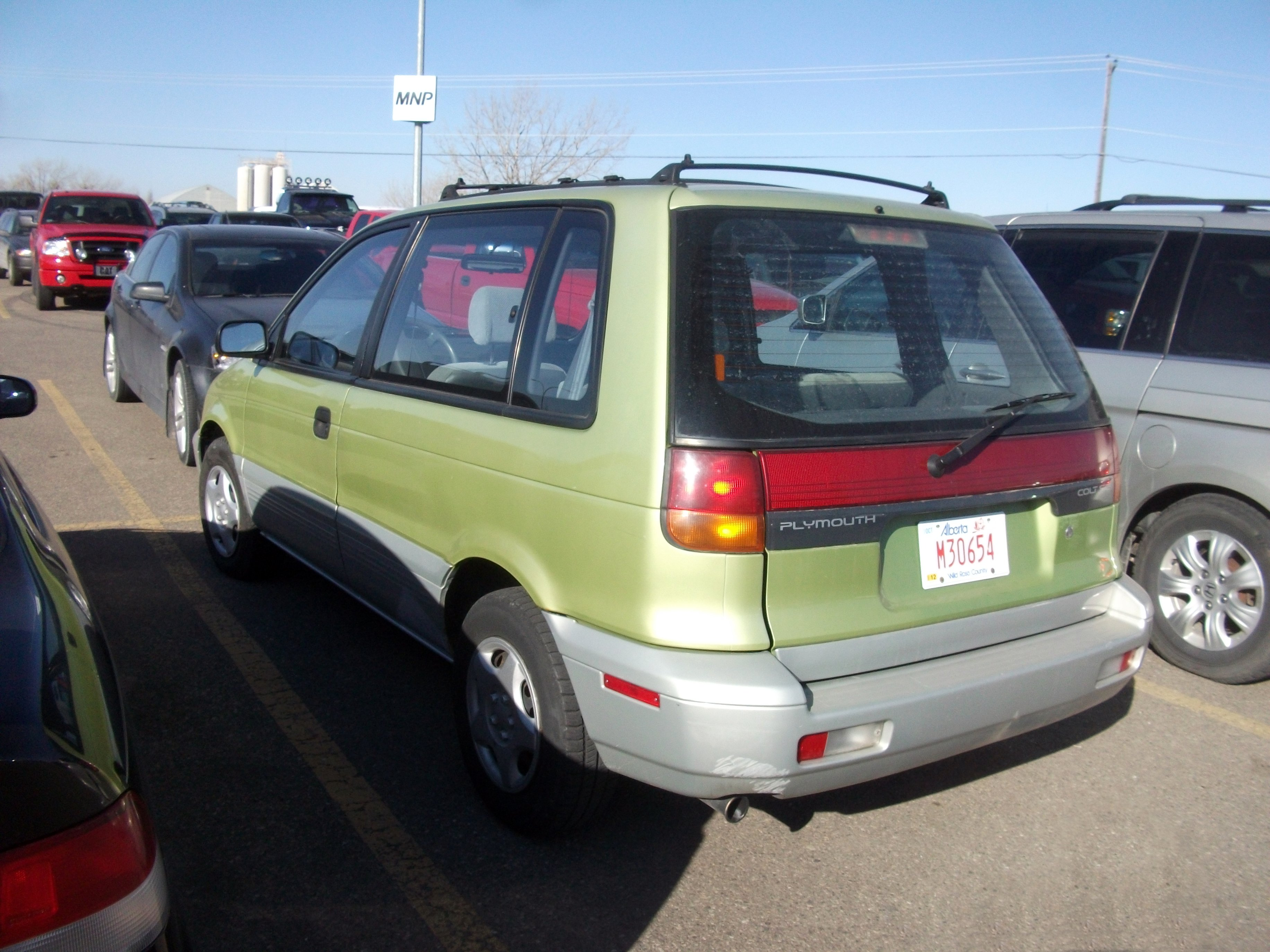
Heckansicht
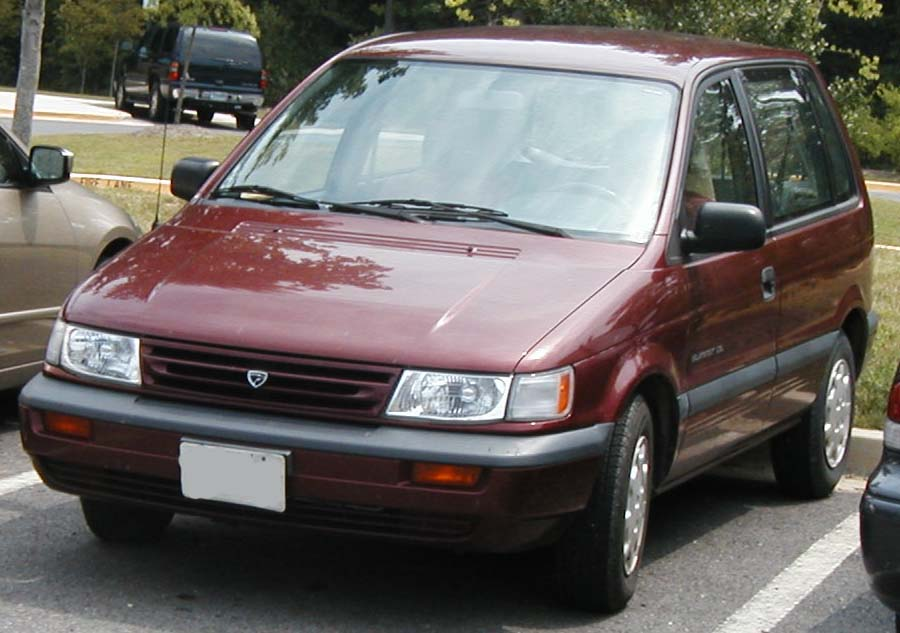
Eagle Summit

## Quelle
- Covello, Mike: Standard Catalog of Imported Cars 1946–2002. Krause Publications, Iola 2002. ISBN 0-87341-605-8.